# Hermogenes von Tarsos

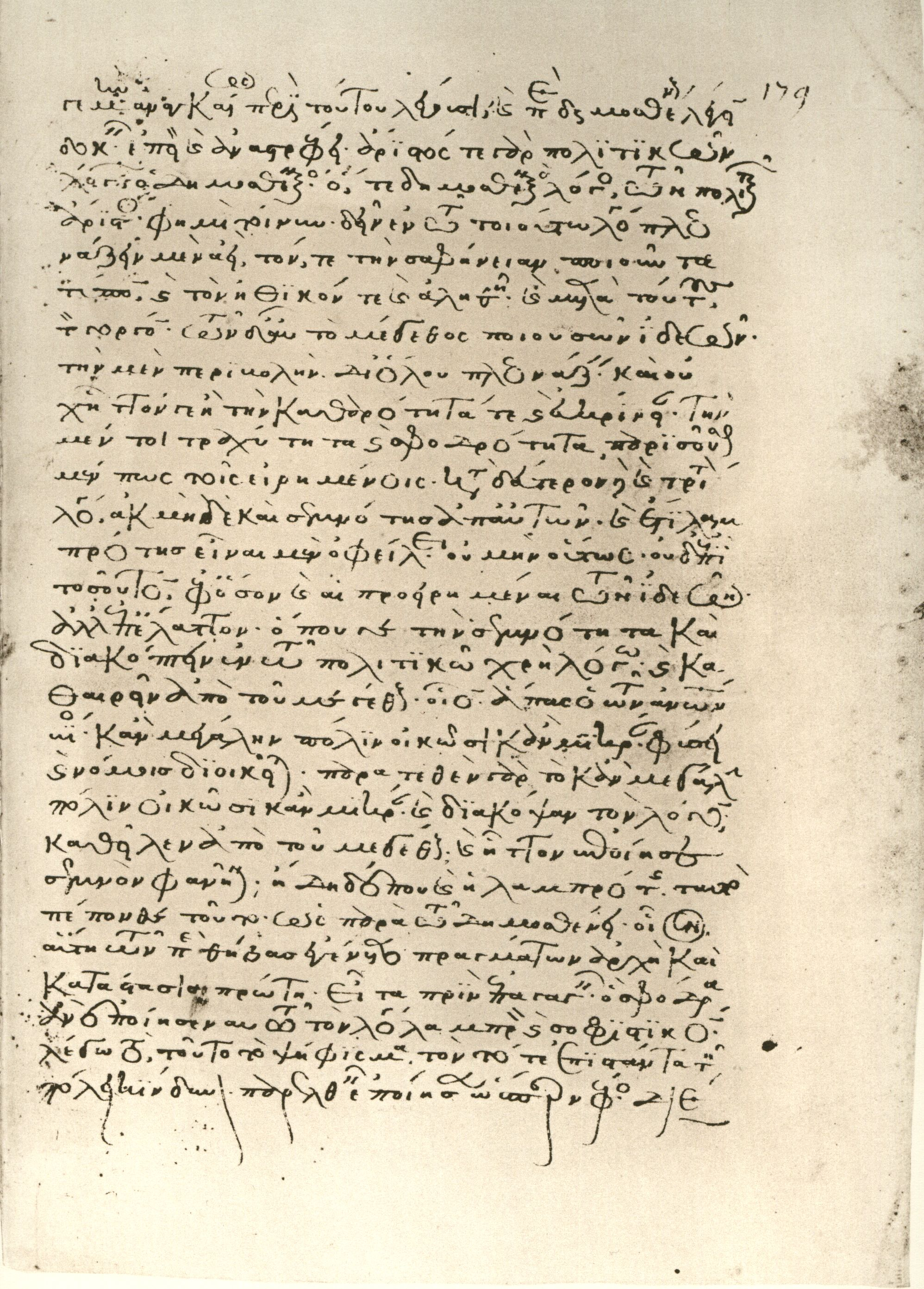
Hermogenes von Tarsos, De ideis (Peri ideon) in der 1226 geschriebenen Handschrift Rom, Biblioteca Apostolica Vaticana, Vaticanus graecus 103, fol. 179r

Hermogenes von Tarsos (altgriechisch Ἑρμογένης ὁ Ταρσεύς) war ein antiker griechischer Rhetor. Er lebte zur Zeit des Kaisers Mark Aurel, der 161–180 regierte.

Nach den Angaben des Philostratos war Hermogenes eine Art rhetorisches Wunderkind. Bereits im Alter von fünfzehn Jahren war er so berühmt, dass Kaiser Mark Aurel ihn kennenlernen wollte und ihn, nachdem er ihn reden gehört hatte, ausgezeichnet fand. Als Erwachsener verlor Hermogenes seine Begabung angeblich, ohne dass eine Erkrankung oder ähnliches eingetreten sei.
Weitere Angaben über das Leben des Hermogenes stammen von byzantinischen Autoren, denen jedoch als einzige Quelle Philostrat gedient haben muss. Einzelheiten (wie die Behauptung eines späteren Rhetors, Hermogenes habe als Jugendlicher bereits anderen Jugendlichen Rhetorikunterricht erteilt) sind spätere Erfindung.
Wahrscheinlich noch als Jugendlicher verfasste Hermogenes mehrere Lehrwerke, mit denen er die rhetorische Praxis der Spätantike maßgeblich beeinflusste. Drei Schriften sind noch erhalten, die als seine Hauptwerke gelten können: περὶ τῶν στάσεων ‚zu Fragestellungen in Gerichtsprozessen‘, περὶ εὑρέσεως ‚zur Stofffindung‘ und περὶ ἰδεῶν ‚Stillehre‘.
Diese Schriften wurden besonders bei den Neuplatonikern rezipiert und waren spätestens im 5. Jahrhundert allgemein anerkannt. Von späteren Rhetoren wurden die Schriften mit teils umfangreichen Kommentaren versehen, so von Sopatros, Syrianos, Georgios Monos und Markellinos. Im Mittelalter wurden die drei Schriften des Hermogenes in Handschriften unter dem Titel τέχνη ῥητορική ‚Redekunst‘ zusammengefasst.

## Textausgaben und Übersetzungen
- Hugo Rabe: Hermogenis Opera. Teubner, Leipzig 1913. Nachdrucke Stuttgart 1969, 1985 (maßgebliche Textausgabe; Digitalisat).
- Ulrich Lempp: Stil-Lehre. Bibliothek der griechischen Literatur Bd. 73. Anton Hiersemann Verlag, Stuttgart 2012, ISBN 978-3-7772-1215-9 (deutsche Übersetzung).
- Michel Patillon: Hermogène. L’art rhétorique. Paris 1997 (französische Übersetzung).
- Michel Patillon: Corpus rhetoricum. Tome II, Hermogène: les états de cause. Paris 2009 (kritische Ausgabe mit französischer Übersetzung).
- Cecil W. Wooten: Hermogenes’ on types of style. Chapel Hill 1987 (englische Übersetzung.)
- Malcolm Heath: Hermogenes On issues: strategies of argument in later Greek rhetoric. Oxford 1995 (englische Übersetzung).